# Sefa Naivalu
Sefanaia Naivalu (Levuka, 7 de enero de 1992) es un jugador australiano de rugby nacido en Fiyi, que se desempeñaba como wing y juega en los Melbourne Rebels del Super Rugby. Es internacional con los Wallabies desde 2016.

## Selección nacional
Michael Cheika lo seleccionó a los Wallabies inmediatamente al adquirir la nacionalidad, para disputar The Rugby Championship 2016 y debutó contra los Springboks. Luego es convocado para las ventanas de octubre de ese año donde marcó dos tries, junio de 2017 anota dos tries y noviembre de 2018.
Hasta el momento lleva 8 partidos jugados y 25 puntos marcados, productos de cinco tries.